# アレハンドロ・アリバス
アレハンドロ・アリバス・ガリード（Alejandro Arribas Garrido、1989年5月1日 - ）は、スペイン・マドリード出身のサッカー選手。FCフアレス所属。ポジションはDF。

## クラブ経歴
マドリード出身。2008年に地元ラージョ・バジェカーノのBチームに移籍すると、2年後にトップチームに昇格。昇格後すぐにレギュラーの座に定着し、2010-11シーズンにはプリメーラ・ディビシオン (1部) 昇格に貢献。自身初の1部の舞台ではクラブの1部残留に貢献した。
2012年6月28日、CAオサスナに移籍。ラージョ・バジェカーノに続き、ここでもレギュラーとして活躍。2シーズンで1部リーグ70試合に出場した。
2014年7月27日、セビージャFCに2年契約で移籍した。1年前からセビージャは獲得オファーを掲示していたが、オサスナが拒否していた。しかし、セビージャではニコラス・パレハとダニエル・カリーソからレギュラーの座を奪えず、1年でクラブを退団した。
2015年6月24日、デポルティーボ・ラ・コルーニャに移籍した。
2019年6月30日、セグンダ・ディビシオンのレアル・オビエドと3年契約を交わした。